# Gleichrichter

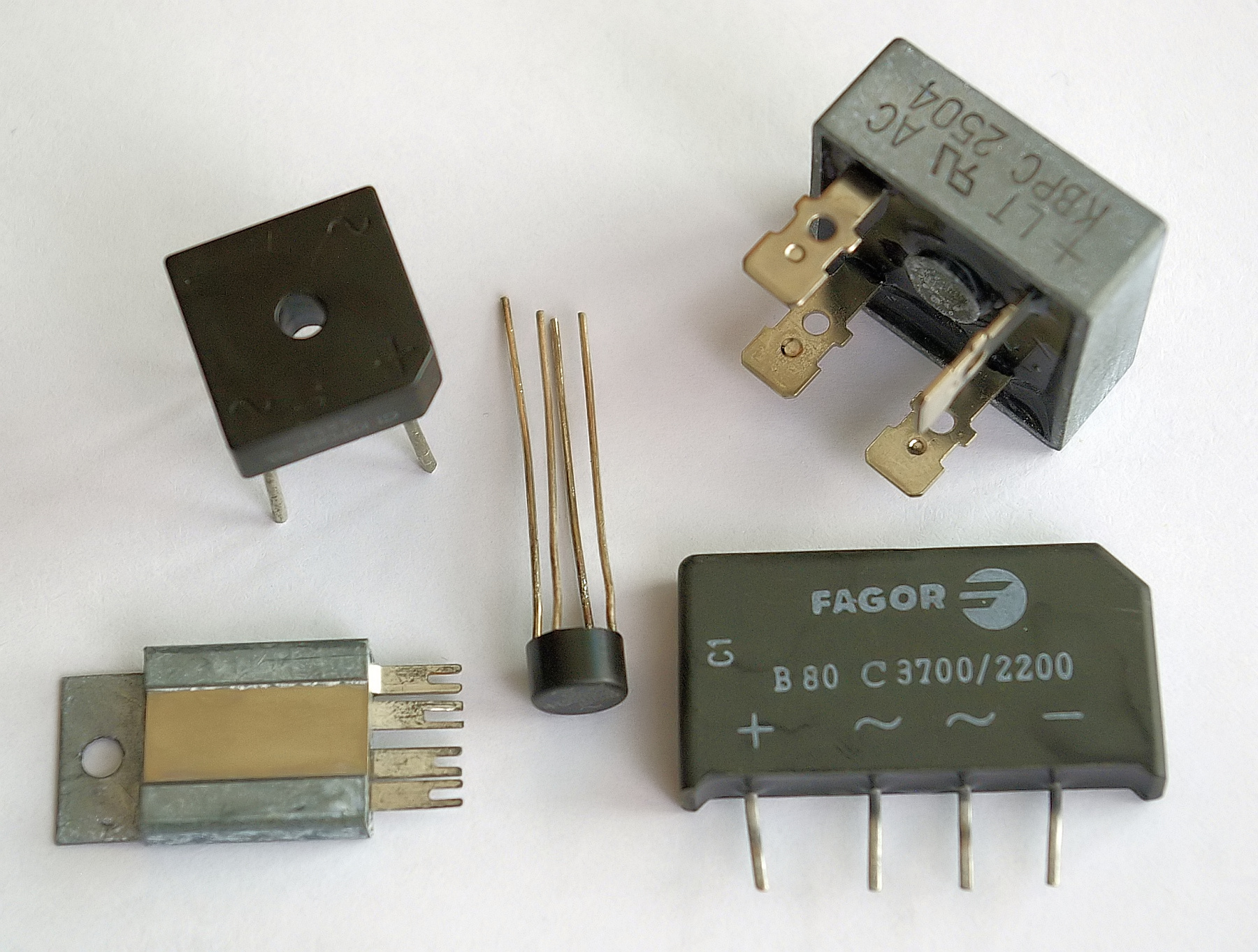
Silizium-Brückengleichrichter; links unten ein Selen-Gleichrichter in Flachbauweise

Gleichrichter werden in der Elektrotechnik und Elektronik zur Umwandlung von Wechselspannung in Gleichspannung verwendet. Sie bilden neben Wechselrichtern, Gleichspannungswandlern und Umrichtern eine Untergruppe der Stromrichter.

Oben: Sinusförmige Wechselspannung, darunter pulsierende Gleichspannung je nach Gleichrichterschaltung

Während Wechselspannung durch periodisch wiederholte Vorzeichenwechsel gekennzeichnet ist, werden diese mittels Gleichrichtern verhindert. Die gleichgerichtete Spannung verläuft in Halbschwingungen nur zwischen Nulldurchgang und Scheitelwert. In vielen Anwendungen ist dieser pulsierende Verlauf unerwünscht. Dann muss die gleichgerichtete Spannung zusätzlich geglättet werden, damit im strengen Sinn Gleichspannung entsteht, wobei aber eine Restwelligkeit fast unvermeidlich ist.
Eine Gleichrichtung dient zum Beispiel
- zur Versorgung gleichstrombetriebener elektrischer Verbraucher aus dem Wechselstromnetz,
- zur Verbindung weit entfernter Stromnetze oder der Kopplung nicht synchroner Stromnetze über Hochspannungs-Gleichstrom-Übertragung (HGÜ),
- zu Messzwecken,
- für Anwendungen in der Nachrichtentechnik, zum Beispiel zur Hüllkurvendemodulation.

Die Gleichrichtung erfolgt meist ungesteuert durch Halbleiterdioden. Aktive elektronische Bauteile, wie z. B. Thyristoren, erlauben durch Phasenanschnittsteuerung eine gesteuerte Gleichrichtung. Feldeffekttransistoren (MOSFETs) werden bei Synchrongleichrichtern verwendet – insbesondere bei der Gleichrichtung kleiner Spannungen und großer Ströme – und gestatten aufgrund der geringeren Durchlassspannung eine höhere Effizienz als es mit Halbleiterdioden möglich wäre.

## Geschichte
Im Jahr 1873 entdeckte Frederick Guthrie, dass ein positiv geladenes Elektroskop entladen wird, wenn man ein geerdetes, glühendes Metallstück in die Nähe brachte. Bei negativ geladenem Elektroskop passiert nichts, woraus folgte, dass der elektrische Strom nur in eine Richtung fließen konnte.

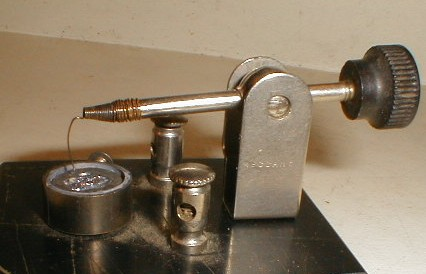
Kristalldetektor aus früheren Detektorempfängern

1874 entdeckte Karl Ferdinand Braun die richtungsabhängige elektrische Leitung in bestimmten Kristallen. Er ließ sich den Kristallgleichrichter 1899 patentieren. Aus etwa derselben Zeit stammt der Kohärer als eine frühe Form der Diode.
Der indische Wissenschaftler Jagadish Chandra Bose benutzte 1894 als erster Kristalle, um elektromagnetische Wellen nachzuweisen. Der erste praktisch verwendbare Kristalldetektor aus Silizium wurde 1903 für funktechnische Anwendungen durch Greenleaf Whittier Pickard entwickelt, der sich diesen 1906 patentieren ließ. In der Nachfolgezeit wurde allerdings häufiger Bleisulfid verwendet, weil es billiger und einfacher zu verwenden war.
Thomas Edison entdeckte Guthries Beobachtung im Jahr 1880 bei Experimenten mit Glühlampen wieder und ließ sich den Effekt 1884 patentieren, ohne eine Anwendungsmöglichkeit zu kennen. Owen Willans Richardson beschrieb später den Effekt wissenschaftlich, daher nennt man ihn heute Edison-Richardson-Effekt. Etwa zwanzig Jahre später erkannte John Ambrose Fleming, der zuerst Angestellter von Edison und später wissenschaftlicher Berater der Marconi Wireless Telegraph Company war, dass der Edison-Richardson-Effekt benutzt werden konnte, um schwache Radiosignale nachzuweisen. Er ließ sich die erste brauchbare Anwendung, die Röhrendiode („Fleming valve“) im Jahr 1904 patentieren.
Alle bisher beschriebenen Effekte eigneten sich nur für sehr geringe Ströme. Die zunehmende Verbreitung elektrischer Energie benötigte aber leistungsstarke Gleichrichter, weil jene vorzugsweise durch Wechselstromgeneratoren erzeugt wird. Da die elektrischen Vorgänge in Halbleitern erst nach etwa 1950 (nach der Erfindung des Bipolartransistors) geklärt wurden, kamen verschiedene andere Gleichrichterprinzipien zur Anwendung.

## Physikalische Prinzipien

### Mechanische Gleichrichter

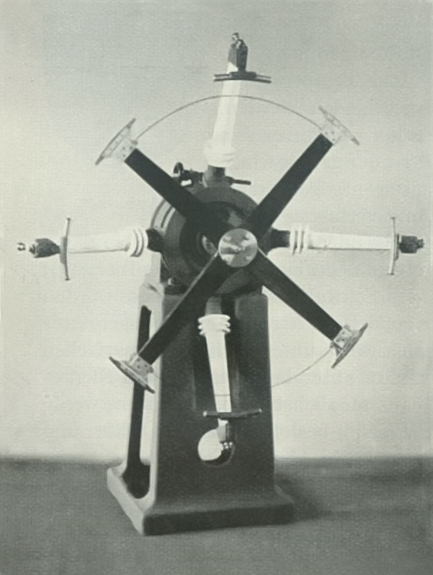
Historischer mechanischer Hochspannungsgleichrichter mit rotierendem Rad

Zu Beginn des 20. Jahrhunderts gab es zur Umwandlung von Wechselspannung in Gleichspannung nur elektromechanische Gleichrichter:
- Bei entsprechenden Umformern sitzen ein Wechselstrommotor und ein Gleichstromgenerator auf einer gemeinsamen Welle. Diese Umformer dienten oft gleichzeitig zur Spannungstransformation und zur galvanischen Trennung vom Netz.
- Sogenannte Zerhacker wurden als Wechselrichter von Gleichspannung zur nachfolgenden Transformation mittels eines Transformators verwendet. Sie vereinten einen selbstschwingenden, mit Schaltkontakten arbeitenden Wechselrichter (z. B. mit einem Wagnerschen Hammer) und einen damit gekoppelten zweiten Kontaktsatz zur Synchrongleichrichtung in sich. Diese waren aufgrund des Kontakt-Verschleißes auswechselbar gestaltet (Stecksockel).
- Rotierende mechanische Gleichrichter besaßen ein Rad mit elektrischen Kontakten, das die zeitgenaue Umschaltung der Wechselspannung ermöglicht. Das Rad wurde von einem Synchronmotor angetrieben, der die Synchronisation zwischen der Drehbewegung und der Polaritätsänderung der Wechselspannung sicherstellte. Die Konstruktion wurde beispielsweise aus einem Hochspannungstransformator mit Wechselspannung versorgt, um die hohe Gleichspannung für Elektrofilter zu erzeugen. Eine Weiterentwicklung dieses Prinzips war der Kontaktumformer.[7]
- Bis etwa 1970 wurde in Kraftfahrzeugen der Ladestrom für die Akkumulatoren durch Gleichstromlichtmaschinen mit mechanischem Gleichrichter (Kommutator) erzeugt. Die Entwicklung leistungsstarker Halbleiterdioden machte den Einsatz leistungsfähigerer Drehstromlichtmaschinen möglich.

Nachteile der mechanischen Gleichrichtung sind der Kontaktabbrand, vor allem bei höheren Strömen, Synchronisationsprobleme und die Begrenzung auf Frequenzen unter etwa 500 Hz. Der große Vorteil der verschwindend niedrigen Durchlassspannung und entsprechend sehr geringen Verlustleistung konnte erst in jüngster Zeit durch gesteuerte MOSFET-Gleichrichter wieder erreicht werden.

### Elektrolytischer Gleichrichter
Eine Möglichkeit der Gleichrichtung eröffnete das Prinzip der anodischen Oxidation, die in den Anfängen der elektrischen Telegrafie und Telefonie eine Rolle spielte. Zwei in einen Elektrolyten, beispielsweise verdünnte Schwefelsäure, getauchte Elektroden können gleichrichterähnliche Eigenschaften aufweisen. Eine Elektrode muss dazu aus einem Edelmetall, zum Beispiel Platin, bestehen, die andere aus einem Metall, das durch anodische Oxidation eine dicke Oxidschicht bildet, wie Niob, Tantal  oder Aluminium. Bei dieser Anordnung kann nur Strom fließen, wenn das anodisch oxidierbare Metall als Kathode fungiert. Diese Gleichrichter werden auch als Nassgleichrichter oder als elektrolytische Gleichrichter bezeichnet und konnten bis zu Spannungen um 300 V eingesetzt werden. Die Hauptnachteile – Lageempfindlichkeit und giftige bzw. korrosionsfördernde Dämpfe – beschränkten die Zahl der Anwendungen.

### Quecksilberdampfgleichrichter

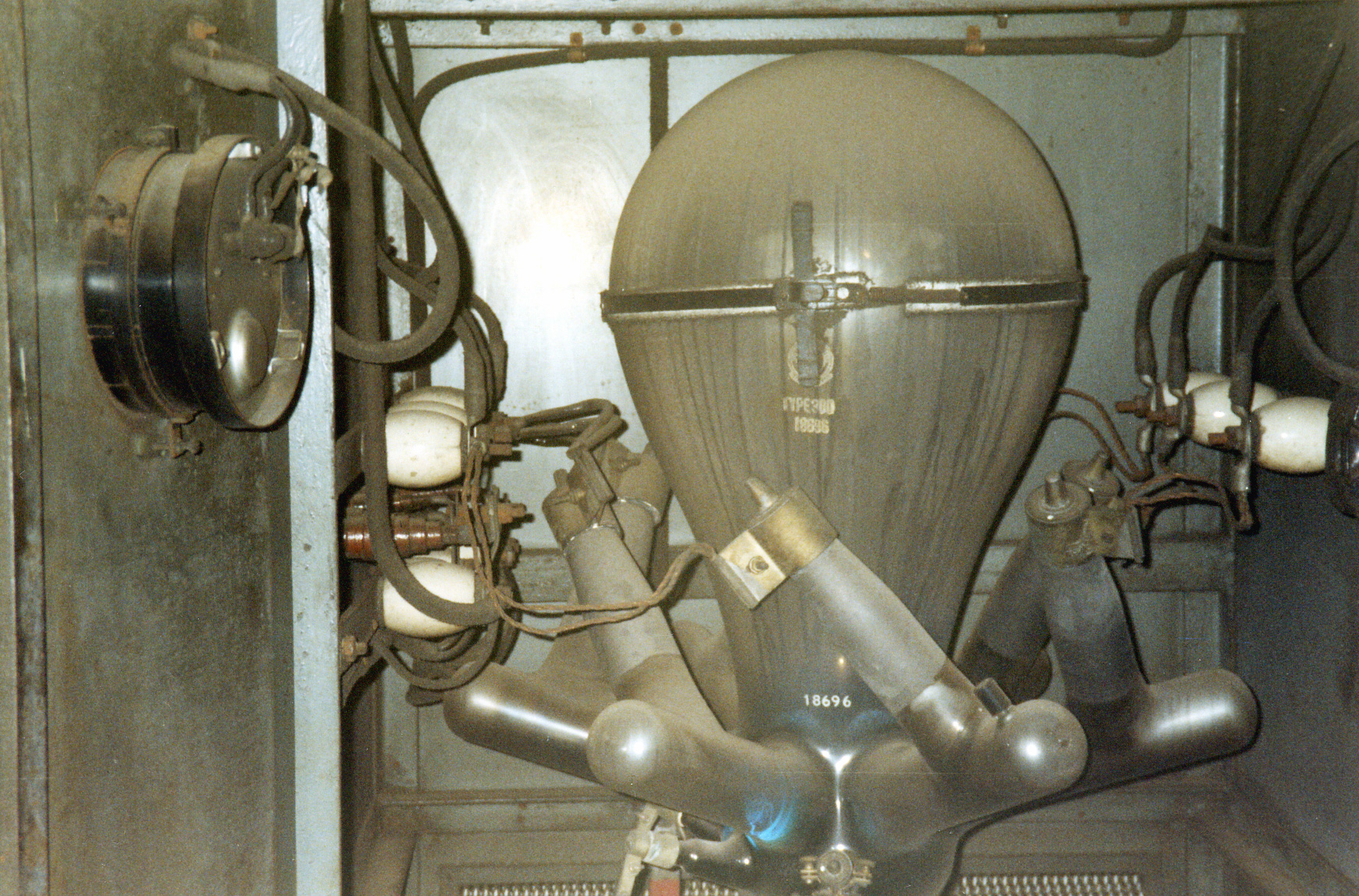
Quecksilberdampfgleichrichter

Eine weitere Entwicklung war der Quecksilberdampfgleichrichter, der auch bei größeren Leistungen, etwa zur Speisung einer Oberleitung einer Straßenbahn, eingesetzt werden konnte. Er besteht aus einem Glaskolben, an dessen unterem Ende sich eine Kathode mit einem Quecksilbervorrat (Teichkathode) befindet. Darüber wölbt sich der Glaskolben, an dem das Quecksilber wieder kondensiert. Seitlich sind Arme mit Graphitelektroden als Anoden angeschmolzen. Elektronen können nur von der Teichkathode zu den Graphitelektroden fließen. Dazu muss die Zündspannung der Gasentladung erreicht werden, und es wird als Nebeneffekt UV-Licht erzeugt.

### Trockengleichrichter

#### Plattengleichrichter

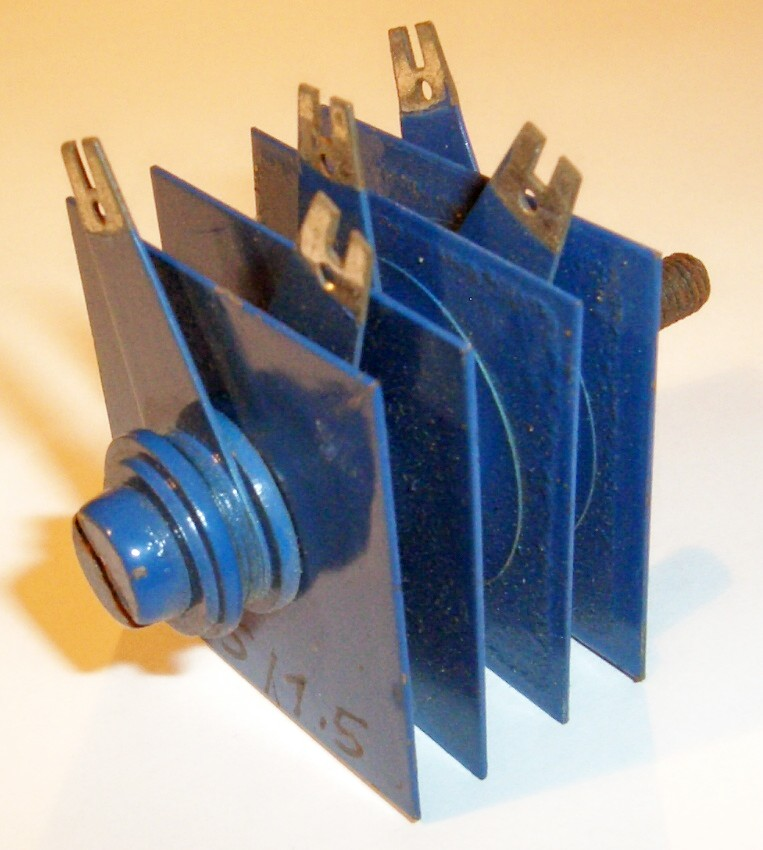
Selengleichrichter in typischer Plattenbauweise

Einige Jahrzehnte später wurden die ersten Halbleitergleichrichter wie Selen-Gleichrichter und Kupferoxydul-Gleichrichter erfunden. Sie wurden, da dabei keine Flüssigkeiten zum Einsatz kamen, auch als Trockengleichrichter bezeichnet. Sie bestehen aus einer Metallplatte, auf der eine oberseitig mit Zinn und einer Kontaktfeder versehene Schicht aus Selen bzw. Kupferoxid aufgebracht ist. Die Plattengröße eines Selengleichrichters beträgt je nach Stromstärke zwischen einem Quadratmillimeter und über 100 Quadratzentimetern. Die maximal erlaubte Sperrspannung einer solchen Selen-Gleichrichterplatte beträgt nur 15 bis 50 V, die Durchlassspannung ist mit 0,7 bis 1,5 V relativ hoch; der Kupferoxydul-Gleichrichter hat zwar eine geringere Durchlassspannung, aber auch eine geringere Sperrspannung von nur ca. 10 V. Um höhere Spannungen gleichzurichten, wurden die Platten gestapelt, also in Reihe geschaltet. Eine Symmetrierung ist nicht erforderlich. Die Plattenanzahl bestimmt die maximale Sperrspannung. Sogenannte Selenstäbe enthielten eine große Anzahl kleiner Selengleichrichterscheiben und dienten bis in die 1970er-Jahre unter anderem zur Gleichrichtung der Anodenspannung von Bildröhren in Schwarzweiß-Fernsehgeräten. Sie hatten Sperrspannungen bis über 20 kV; durch die hohe Anzahl an Einzelelementen war allerdings auch die Durchlassspannung entsprechend hoch.
Wegen des typischen meerrettich- oder knoblauchartig zu beschreibenden Geruchs bei Überlast eines Selen-Gleichrichters sprach man im Technikerjargon das Wort „Gleichrichter“ gerne auch als „gleich riecht er“ aus.

#### Spitzendioden
Zu Beginn des 20. Jahrhunderts wurden vor allem in Detektorempfängern Detektorkristalle aus Bleiglanz oder Pyrit benutzt – ein Halbleiter-Metall-Übergang, der aus einem Halbleiterkristall und einer tastenden Metallspitze bestand, mit der geeignete Punkte zur Demodulation von AM-Rundfunksendungen gesucht wurden. Diese mechanisch sehr empfindliche und wenig effektive Versuchsanordnung wurde sehr schnell durch die rasch voranschreitende Entwicklung der Elektronenröhre verdrängt, die Schaltungen ermöglichte, die verstärken und gleichzeitig gleichrichten konnten (Audion).
Nachteilig sind die geringen Sperrspannungen von etwa 15 V und vor allem das geringe Verhältnis Sperrwiderstand zu Durchlasswiderstand, das knapp über 1 liegt und heutigen Maßstäben nicht mehr genügt.
Später wurden in großem Maßstab Spitzendioden auf der Basis von Germanium gefertigt, der Einsatzzweck war weiterhin die Gleichrichtung von Hochfrequenz bis in den Zentimeterwellenbereich.

### Moderne Halbleitergleichrichter

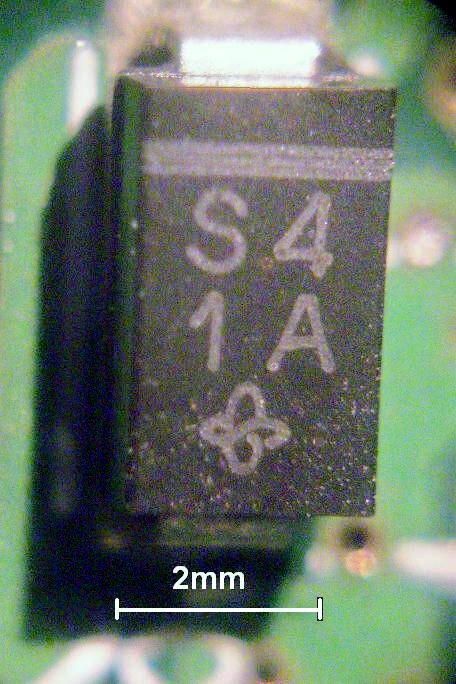
SMD-Schottkydiode f. ca. 1 A

Der Durchbruch in der Entwicklung der Gleichrichter gelang erst nach der Erforschung des p-n-Übergangs im Anschluss an die Erfindung des Bipolartransistors im Jahre 1947 und die Fertigung von Flächendioden mittels Diffusion oder Epitaxie.
Über einen längeren Zeitraum verwendete man Germanium-Dioden, bis später Silizium-Dioden entwickelt wurden, mit denen eine höhere Temperaturbeständigkeit einher geht.
Man entwickelte die bereits länger bekannten Schottkydioden weiter, um sie bei großen Strömen und kleinen Spannungen als Gleichrichter einsetzen zu können. Ihre Merkmale sind die geringe Flussspannung, die geringe Sperrspannung und der relativ hohe Reststrom. Sie sind diesbezüglich mit Germaniumdioden vergleichbar, haben jedoch keinen Speichereffekt und können daher bei sehr hohen Frequenzen eingesetzt werden.
Um hohe Sperrspannungen bei geringen Speicherzeiten zu erreichen, verwendet man zunehmend Siliciumcarbid-Dioden zur Gleichrichtung in Schaltnetzteilen höherer Spannung.
Merkmale der heutigen Halbleiterdioden sind unter anderem die geringe Schwellenspannung von deutlich unter einem Volt (Germanium- und Schottkydioden typisch 0,3–0,4 V, Siliziumdioden 0,6 V), das große Verhältnis von Durchfluss- zu Sperrstrom und die sehr kleine Bauweise.
Schaltnetzteile, Gleichspannungswandler und Frequenzumrichter wurden erst nach der Erfindung der Halbleiterdioden betriebssicher und wartungsfrei.
Die Sperrspannungen von Diodengleichrichtern liegen zwischen 50 und etwa 1500 V. Höhere Spannungen erreicht man durch Serienschaltung.
Weitverbreitete Gleichrichterdioden für kleine Ströme im Niederfrequenzbereich sind die Gleichrichterdioden der Typen 1N4001 bis 1N4007 (Sperrspannung von 50 bis 1000 V) für Ströme bis 1 A sowie die Gleichrichterdioden der Typen 1N5400 bis 1N5408 für Ströme bis 3 A.
Nachteilig im Vergleich zu historischen Gleichrichterarten ist die Empfindlichkeit gegenüber Überlastung. Ursache ist die geringe Masse des Kristalls. Deshalb steigt die Kristalltemperatur bei Überstrom nach sehr kurzer Zeit (einige Millisekunden) so weit an, dass die PN-Schicht irreversibel zerstört wird. Bei Überschreitung der Sperrspannung sind nur wenige Diodentypen in der Lage, lokale Überhitzung durch einen kontrollierten Durchbruch zu vermeiden (Avalanche-Dioden).

### Röhrendioden
Eine Röhrendiode oder auch Vakuumdiode ist eine Elektronenröhre mit beheizter Kathode und einer oder zwei (selten mehreren) Anode(n). Röhrendioden waren in der Anfangszeit der Rundfunktechnik in Röhrenempfängern das Standardbauteil zur Gleichrichtung der Versorgungsspannung und Demodulation des amplitudenmodulierten Signals. Nachteilig sind das voluminöse und zerbrechliche Glasgehäuse, die notwendige Heizleistung der Kathode und die hohe Durchlassspannung von etwa 40 V bei Strömen um 100 mA. Unerreicht sind dagegen die hohen erlaubten Sperrspannungen von bis zu über 100 kV und der extrem hohe Sperrwiderstand.

### Glimmgleichrichter
Ende der 1920er-Jahre wurde auch mit Gleichrichtern auf Basis von Glimmentladungen und speziellen Bauformen der Glimmlampe experimentiert. Das Verfahren ähnelt dem der Röhrendiode, es wird die Röhre aber mit einem Gas gefüllt und die Kathode nicht beheizt. Die Gleichrichterwirkung basiert auf einer unsymmetrischen Formung der beiden Entladungselektroden oder auch auf Elektrodenbeschichtungen zur Reduktion des Kathodenfalles. Der Glimmgleichrichter konnte sich wegen seines recht schlechten Verhältnisses von Durchlass- zu Sperrstrom (< 100:1), des geringen Maximalstromes und der unvergleichlich hohen Durchlassspannung von etwa 70 V nicht durchsetzen; der Einsatz von Kondensatoren zur Spannungsglättung erhöhte den Sperrstrom noch zusätzlich.

### Flammengleichrichter
Ein noch nicht völlig verstandener Gleichrichtungseffekt tritt auf, wenn zwei Elektroden an unterschiedlichen Stellen einer Flamme positioniert werden (engl. flame rectification). Der Effekt wird in gasbetriebenen Geräten zur Ionisations-Flammenüberwachung genutzt.

## Gleichrichterschaltungen

### Ungesteuerte Gleichrichter

Ungesteuerte Dioden

In diesen Schaltungen werden nur Dioden verwendet, deren Leitfähigkeit von der Polarität der angelegten Spannung abhängt:
- Wenn die Kathode negativer als die Anode ist und die notwendige Schleusenspannung (bei Silizium etwa 0,6 V) überschritten wird, leitet die Diode.
- Bei umgedrehtem Vorzeichen sperrt die Diode, solange die Durchbruchsspannung nicht überschritten ist.

In beiden Fällen muss der Strom begrenzt werden, sonst wird die Diode zerstört. Im Folgenden sind einige typische Gleichrichterschaltungen skizziert, in Klammern ist jeweils die technische Kurzbezeichnung angegeben.

#### Einweggleichrichter (E1)(E1U); auch Einpuls-Mittelpunkt-Schaltung (M1U)

So funktioniert der E1-Gleichrichter

Bei einem ungesteuerten Einweggleichrichter (auch Einzweigschaltung) wird nur eine Halbschwingung der Wechselspannung gleichgerichtet, die andere wird nicht verwendet. Während der Halbperiode, in der die Diode in Durchlassrichtung betrieben wird, steht am Ausgang Spannung an, in der zweiten Halbperiode sperrt die Diode. Nachteilig sind die vergleichsweise große Restwelligkeit auf der Gleichspannungsseite, der schlechte Wirkungsgrad und die unsymmetrische Belastung der Wechselspannungsquelle. Dadurch wird der speisende Transformator magnetisiert, da er nur in einer Richtung vom Strom durchflossen wird, weshalb dieser für Einweggleichrichtung ausgelegt sein muss (Luftspalt). Dafür benötigt ein solcher Gleichrichter nur eine einzige Diode. Die pulsierende Gleichspannung muss im Regelfall noch geglättet werden. Die Welligkeit hat die Frequenz der Eingangsspannung.
Einweggleichrichtung entstammt einer Zeit, in der Gleichrichter noch sehr teuer waren. Man findet sie heute nur noch in Sperrwandlern oder zur Erzeugung von Hilfsspannungen, wenn nur eine sehr geringe Leistung benötigt wird. Ansonsten gilt die Einweggleichrichtung als veraltet. Schwarzweiß-Fernsehgeräte hatten einen Einweg-Hochspannungsgleichrichter zur Erzeugung der Bildröhren-Anodenspannung aus den Zeilen-Rückschlagimpulsen des Zeilentransformators. Allstrom-Röhrenradios und -Fernseher hatten zur Netzgleichrichtung und zur Gewinnung der Anodenspannung einen Einweggleichrichter aus Selen, später aus Silizium. Ein Netzpol wurde als Massepotential verwendet; die direkt am Netz betriebenen Röhrenheizungen wurden in Reihe geschaltet.

#### Brückengleichrichter (B2)(B2U)

Schaltbild eines B2-Gleichrichters

Standardgleichrichter für Einphasenwechselstrom ist der Brückengleichrichter, auch Graetzschaltung, Graetzbrücke oder Zweipuls-Brückenschaltung genannt. Namensgeber ist der deutsche Physiker Leo Graetz. Die Schaltung wird von vier Dioden gebildet: Die links anliegende Wechselspannung, die beispielsweise direkt von einem Transformator kommt, wird in eine pulsierende Gleichspannung (rechts dargestellt) umgewandelt.
Da es sich dabei um eine Zweiweggleichrichtung handelt, erscheinen die Halbschwingungen der Wechselspannung im Gleichstromkreis am Verbraucher R gleich gepolt. Ohne Glättungskondensator bleibt der Effektivwert der Spannung dabei näherungsweise gleich. Im Gegensatz zu anderen Gleichrichtertypen muss bei dieser Gleichrichterschaltung die Sperrspannung der Gleichrichterdioden nur so groß wie die Spitzenspannung der Wechselspannung sein. Man wählt sie aus Sicherheitsgründen jedoch etwas höher (bei Netzgleichrichtern am 230-Volt-Netz beispielsweise über 400 V).
Die Welligkeit hat die doppelte Frequenz der Eingangsspannung; durch die halbierte Periodendauer verringert sich der nachfolgende Filteraufwand.
Brückengleichrichter für Wechsel- und Drehstrom werden oft als bereits miteinander verschaltete Dioden im gemeinsamen Gehäuse angeboten. Ausführungen für höhere Ströme enthalten eine Kühlfläche sowie eine Bohrung zur Befestigung auf einem Kühlkörper.

#### Mittelpunktgleichrichter (M2)

Schaltbild eines M2-Gleichrichters

Beim Mittelpunktgleichrichter werden ebenfalls beide Halbschwingungen der Wechselspannung gleichgerichtet. Allerdings ist dazu ein Transformator mit einer Mittelpunktanzapfung notwendig, die gleichzeitig einen Pol der gleichgerichteten Ausgangsspannung bildet.
Die Vorteile dieser Mittelpunktschaltung liegen darin, mit nur zwei Dioden D1 und D2 auszukommen und dass die Spannung nur um eine Diodenflussspannung reduziert wird. Nachteilig ist, dass sie einen speziellen stärker dimensionierten Transformator erfordert, da immer nur die Hälfte des Kupfers zum Stromfluss beiträgt. Bei gegebenem Kupfervolumen hat jede Hälfte der Sekundärwicklung wegen des dünneren Drahtes (doppelte Windungszahl muss Platz finden) in etwa den doppelten Innenwiderstand, der in die Verlustleistung ({\displaystyle P=R\cdot I^{2}}) eingeht.
Weiter ist zu beachten, dass die Sperrspannung der Dioden mindestens die doppelte Ausgangsspannung sein muss. Während eine Diode sperrt und die andere leitet, liegt auf der gesperrten die volle Trafospannung beider Wicklungshälften an.
Die Welligkeit hat die doppelte Frequenz der Eingangsspannung, was analog zur Brückenschaltung den nachfolgenden Filteraufwand gegenüber der Einweggleichrichtung verringert. Die Schaltung wird hauptsächlich bei geringen Spannungen (unter 10 V) sowie bei Schaltnetzteilen verwendet, da hier die Vorteile die Nachteile überwiegen. Die Mittelpunktschaltung wurde in früherer Zeit häufig in Röhrengeräten zur Erzeugung der Anodenspannung angewandt, da man bei ihr unter Einsatz von Duodioden, Gleichrichterröhren mit zwei Anoden und gemeinsamer Kathode oder bei mehranodigen Quecksilberdampfgleichrichtern nur eine teure Gleichrichtereinheit benötigte.
Heute verwendet man häufig Doppeldioden (Silizium- oder Schottkydioden) mit gemeinsamer Kathode. Sie bestehen aus einem Chip, der zwei Dioden enthält und dessen Rückseite, als gemeinsame Kathode, auf eine Kühlfahne gelötet ist.

#### Gleichrichter für Dreiphasenwechselstrom

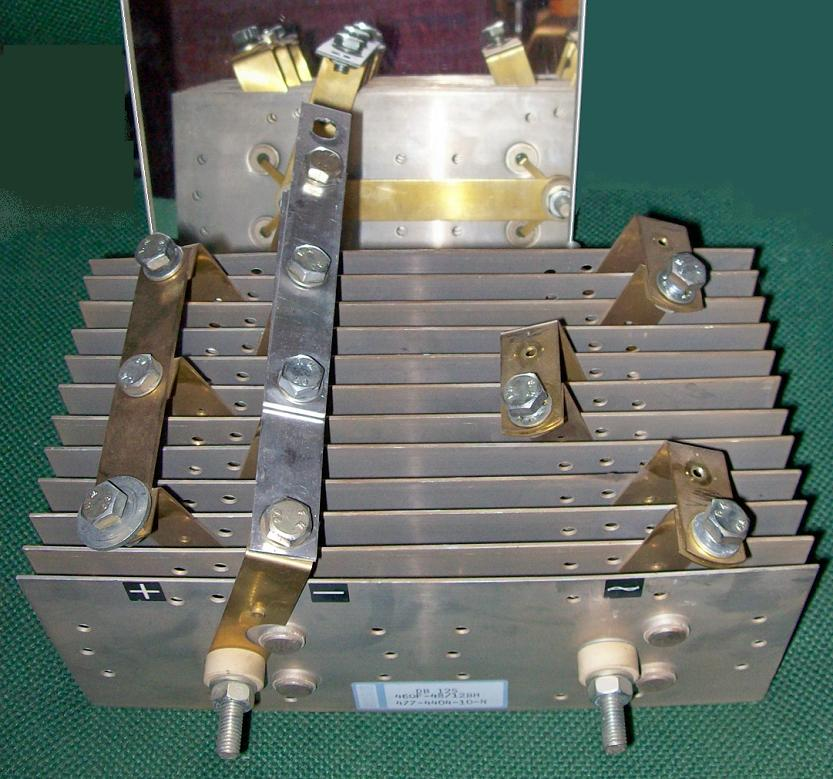
Dreiphasengleichrichter in Sechspuls-Brückenschaltung (B6)

Für mittlere Leistungen von einigen Kilowatt aufwärts wird die Dreiphasenwechselspannung aus dem Stromnetz gleichgerichtet, weil dann die Brummspannung auf der Gleichspannungsseite kleiner ist und nur geringer Aufwand zur Glättung der Gleichspannung entsteht.
Anwendung finden Dreiphasengleichrichter in der elektrischen Energietechnik wie beispielsweise bei Straßenbahnen, die meist mit Gleichspannungen von 500–750 V betrieben werden; dabei ist keine Glättung erforderlich. Auch bei den heute üblichen Drehstrom-Lichtmaschinen von Kraftfahrzeugen wird sie eingesetzt. Hierbei erfolgt die Glättung durch die Starterbatterie.
Vor der Zeit der Halbleitergleichrichter fertigte man auch mehrphasige Quecksilberdampfgleichrichter, die durch eine gemeinsame Teichkathode und mehrere nach oben ragende Anoden gekennzeichnet waren.

#### Gleichrichterschaltungen zur Spannungsvervielfachung
Spezielle Gleichrichterschaltungen dienen zur Spannungsvervielfachung. Dabei werden Kombinationen von Dioden und Kondensatoren so verschaltet, dass eine angelegte Wechselspannung eine vervielfachte Gleichspannung ergibt. Typische Schaltungen sind der Spannungsverdoppler, die Hochspannungskaskade und die Greinacher-Schaltung. Anwendung finden diese Schaltungen unter anderem in Fernsehempfängern mit Bildröhren zur Erzeugung der Anodenspannung im Bereich von 18 bis 27 kV.

### Steuerbare Gleichrichter

Leistungsregelung am steuerbaren Gleichrichter durch Verschiebung der Thyristor-Einschaltzeitpunkte (Phasenanschnitt); dargestellte Zeit ca. 20 ms

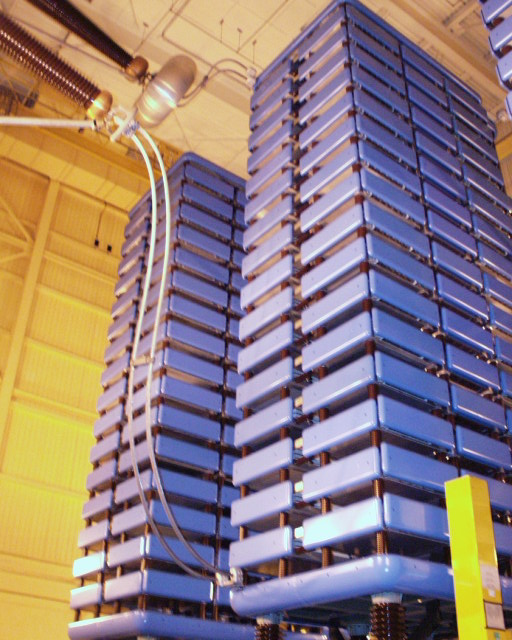
Gesteuerte Gleichrichtertürme für 250 kV und 2000 A, bestehend aus je 96 Thyristoren

Alle bisher beschriebenen Gleichrichter sind ungesteuert. Der Umschaltvorgang erfolgt ohne eine zusätzliche Steuerelektronik, nur aufgrund des Vorzeichens der anliegenden elektrischen Spannungen an den Dioden. Steuerbare Gleichrichter verwendet man im Bereich der Energie- und Antriebstechnik. Mit ihnen ist nicht nur eine Gleichrichtung möglich, sondern durch Phasenanschnittsteuerung auch eine Leistungssteuerung, weil man bei diesen Bauelementen den Zeitpunkt festlegen kann, ab dem der Gleichrichter elektrisch leitfähig wird – vorher isoliert er.
Im nebenstehenden Bild ist der Zündimpuls der Thyristoren unten als blaues Rechteck eingezeichnet. Nach Erlöschen des Steuerpulses bleibt der Stromfluss (rot eingezeichnet) bis zum folgenden Nulldurchgang bestehen. Durch Verschiebung des Einschaltzeitpunktes lässt sich die Energie (graue Fläche) ändern, die zum Verbraucher fließt. Einsatzbereiche sind beispielsweise die Drehzahlsteuerung von Gleichstrom- und Universalmotoren in Industrieanlagen oder Kleingeräten wie Bohrmaschinen, in modernen Elektrolokomotiven zur Beaufschlagung des Gleichspannungs-Zwischenkreises und in Anlagen der Hochspannungs-Gleichstrom-Übertragung. Gesteuerte Gleichrichter in Umrichtern ermöglichen eine sehr effektive Frequenz- und Leistungssteuerung von Drehstrommotoren in Walzstraßen, Elektrolokomotiven und Waschmaschinen.
Früher wurden für diesen Zweck gittergesteuerte Quecksilberdampfgleichrichter wie Thyratrons und Ignitrons eingesetzt, die groß, teuer und verlustreich sind. Heute werden Thyristoren, Insulated Gate Bipolar Transistors (IGBT) und teilweise Leistungs-MOSFETs verwendet, die wesentlich geringeren Kühlaufwand erfordern.
Es gibt auch sogenannte GTO-Thyristoren, die das Sperren eines Ventils durch einen Impuls erlauben. Allerdings weisen diese schlechtere elektrische Eigenschaften auf und werden zunehmend durch IGBT ersetzt.
Hat ein Brückengleichrichter voll steuerbare Zweige, ist mit ihm Vier-Quadrantenbetrieb möglich, d. h., er kann bei entsprechender Steuerung sowohl Energie aus der Wechselstromseite in die Gleichstromseite liefern als auch umgekehrt. Die entsprechende Schaltung in Form einer H-Brücke wird als Vierquadrantensteller bezeichnet und unter anderem in Wechselrichtern zur Erzeugung einer Wechselspannung aus einer Gleichspannung eingesetzt.
Die Einteilung der steuerbaren Gleichrichter erfolgt in mehrere Schaltungstopologien, dazu zählen B2HZ-, B2HK-, B2C- und B6C-Gleichrichter. Eine steuerbare Gleichrichterschaltung mit besonders geringem Oberschwingungsanteil stellt der Vienna-Gleichrichter dar.
Darüber hinaus hat ein gesteuerter Gleichrichter Bedeutung in der Messtechnik, zum Beispiel bei der Wechselspannungsbrücke.

### Synchrongleichrichter

Synchroner Gleichrichter mit MOS-FETs; schon die unvermeidlichen Inversdioden (grau gezeichnet) der MOS-FETs bewirken die Gleichrichtung, hier als Mittelpunktgleichrichter geschaltet; durch die synchrone Steuerung verbessern die MOS-FETs gewissermaßen das Verhalten ihrer eigenen Inversdioden

Die Gleichrichtung sehr geringer Spannungen ist problematisch, weil es keine ungesteuerten Dioden mit Schleusenspannungen unter 0,2 V gibt (Schottky-Diode). Niedrige Spannungen lassen sich so überhaupt nicht gleichrichten, bei höheren gibt es Nebeneffekte:
- Bei Hüllkurvendemodulatoren ist die demodulierte Spannung verzerrt.
- Bei niedrigen Spannungen sinkt der Wirkungsgrad erheblich, der Gleichrichter wird bei größeren Strömen heiß.

Deshalb werden unter anderem in Schaltnetzteilen mit niedriger Ausgangsspannung leistungsstarke Synchrongleichrichter eingesetzt.
Bei dieser Art von Gleichrichtern werden keine Bauteile verwendet, die von sich aus einen Stromfluss nur in eine Richtung zulassen; stattdessen verwendet man MOSFETs, die durch eine Ansteuerelektronik so gesteuert werden, dass sie wie Halbleiterdioden mit sehr kleiner Durchlassspannung wirken.
Beispiel: Prozessoren seit etwa dem Jahr 2000 benötigen Betriebsspannungen von weniger als 2 V, Mobilprozessoren mittlerweile von unter 1 V. Diese Leistung wird im Laptop aus 19 V durch Synchronwandler erzeugt, die MOSFET-Gleichrichter verwenden. Weil der Durchlass-Spannungsabfall bei diesen Bauelementen nur wenige zehn Millivolt beträgt, besitzen diese Gleichrichter einen Wirkungsgrad von deutlich über 90 Prozent und können ohne aktive Kühlung realisiert werden.
In der rechts dargestellten Schaltskizze als Teil eines Schaltreglers wird links die Wechselspannung über einen Transformator auf das benötigte Spannungsniveau transformiert, über die beiden MOSFETs gleichgerichtet und die Ausgangsspannung U0 mittels Spule L und Kondensator C geglättet. Die Ansteuerung der MOS-FETs erfolgt durch die gleiche Controllerschaltung, die auch die Eingangsfrequenz erzeugt; somit ergibt sich das Timing der MOS-FET-Ansteuerung zwanglos. Die Controllerschaltung fehlt der Übersichtlichkeit wegen in der Schaltskizze.
Synchrongleichrichter für geringe Ströme findet man in Chopper-Verstärkern, Auto-Zero-Verstärkern und Lock-in-Verstärkern.

## Glättung

Gleichgerichtete Wechselspannung (grau strichliert) wird geglättet (rot)

Der einstellbare Längsregler mit OPV reduziert die Restwelligkeit

Jeder Gleichrichter macht aus der ursprünglichen Wellenform der Spannung (oft sinusförmig) eine periodisch schwankende Mischspannung; das heißt, es verbleibt ein Wechselspannungsanteil. Viele Verbraucher (beispielsweise elektronische Geräte wie Computer) benötigen aber sehr konstante Gleichspannungen, weshalb die Schwankungen ausgeglichen werden müssen. Diesen Vorgang bezeichnet man als Glättung. Im ersten Schritt erfolgt die Glättung meist durch einen parallel zum Verbraucher geschalteten Kondensator ausreichender Kapazität. Dieser Kondensator wird durch kurze Strompulse aufgeladen, die einsetzen, wenn der Gleichrichterausgang die Ladespannung des Kondensators übersteigt, und die durch den geringen Stromflusswinkel erhebliche Momentanwerte annehmen können. Alternativ kann die Glättung auch durch Induktivitäten in Reihe zum Verbraucher erfolgen, wodurch der Stromfluss durch den Gleichrichter gleichförmiger wird. Der nach der Glättung übrigbleibende Wechselanteil, auch Brummspannung oder Restwelligkeit genannt, kann durch nachgeschaltete Siebglieder weiter reduziert werden. Filter zur Glättung sind Tiefpassfilter.
Eine weitergehende Glättung erfolgt mit einer Spannungsregelung, die Schwankungen der Ausgangsspannung ausgleicht. Diese elektronische Stabilisierung beseitigt die Restwelligkeit der Ausgangsspannung fast vollständig, wodurch auch hohe Ansprüche an die Qualität der Gleichspannung (z. B. bei Labornetzteilen) befriedigt werden können.
Der Aufwand zur Glättung verringert sich mit steigender Frequenz der Wechselspannung, weshalb immer häufiger Schaltnetzteile eingesetzt werden; sie arbeiten mit Frequenzen deutlich über der Netzfrequenz (z. B. über 40 kHz) und verdrängen vielfach traditionelle Netzteilkonzepte, die noch mit wenig effizienten Längsreglern arbeiten. Für höchste Ansprüche kommt Längsregelung aber nach wie vor in Frage. Evtl. wird sie auch mit Schaltnetzteilen kombiniert, wodurch eine bessere Effizienz ermöglicht wird. Sehr leistungsstarke Gleichrichter werden immer mit Dreiphasenwechselstrom betrieben, weil dabei vom Netz eine sich zeitlich nicht ändernde Gesamtleistung abrufbar ist; die Ausgangs-Gleichspannung bei Verwendung eines Zwölfpulsgleichrichters besitzt auch ohne Glättung oft eine ausreichend geringe Brummspannung.
In älteren Netzteilen für Elektronenröhren wurden Siebdrosseln (zum Beispiel in Form der Feldspule des Geräte-Lautsprechers) eingesetzt. Induktivitäten sind jedoch schwer und teuer, weshalb man sie möglichst vermeidet. Diese beiden Nachteile schwinden mit zunehmender Arbeitsfrequenz, weshalb bei Schaltnetzteilen der Einsatz von Induktivitäten der Regelfall ist: Pi-Filter (zwei Querkondensatoren, dazwischen eine Längsinduktivität) filtern hierbei hochfrequente Anteile.

## Gleichrichter in der Messtechnik
Präzisions-Gleichrichtung
In der elektrischen Messtechnik und in der analogen Audiotechnik sind präzise Gleichrichter für kleine Spannungen und kleine Stromstärken notwendig. Sie dienen nicht der Energieversorgung von elektronischen Baugruppen, sondern zur Verarbeitung von Messsignalen.
Phasenempfindliche Gleichrichtung
Im Gegensatz zur einfachen ungesteuerten Gleichrichtung kann sich für die Wechselspannungsmesstechnik bei einer Gleichrichtung, welche synchron zu einem äußeren Vorgang abläuft, das Vorzeichen der Ausgangsspannung umkehren.
Spitzenwert-Gleichrichtung
Bei ständig veränderlicher Spannung kann ihr Maximalwert oder je nach Ausführung ihr Minimalwert erfasst, gespeichert und zur weiteren Verarbeitung bereitgehalten werden. Das ermöglicht sowohl die Scheitelwertmessung als auch die Erfassung außerordentlicher Ereignisse.

## Gleichrichter in der Nachrichtentechnik

Detektorradio

Gleichrichter werden in der Nachrichtentechnik zum Nachweis oder zur Demodulation von Hochfrequenzsignalen eingesetzt. Ein einfaches Beispiel ist die Hüllkurvengleichrichtung amplitudenmodulierter Signale bei Detektor-Empfängern. Sie ist in nebenstehender Schaltskizze abgebildet.
Die Spule und der Drehkondensator stellen dabei einen Schwingkreis dar, der auf die gewünschte hochfrequente Trägerfrequenz abgestimmt ist. Die empfangene Spannung, deren Amplitude in Abhängigkeit vom Nutzsignal schwankt, wird über die Diode gleichgerichtet, wodurch am Kopfhörer als Spannungsverlauf die Hüllkurve des Nutzsignals anliegt – die höheren Frequenzanteile der Sendefrequenz werden durch die Induktivität des Kopfhörers unterdrückt.
Diese Form eines Empfängers ist nicht besonders empfindlich und nur für den Empfang naher und starker Sender geeignet. Die Materialien für die Diode bestanden früher unter anderem aus Bleiglanz oder Pyrit und wurden durch eine feine Metallspitze kontaktiert (was eher als Schottky-Diode anzusehen ist), wodurch eine kapazitätsarme gleichrichtende Wirkung erzielt wurde. Später wurden dafür Germaniumdioden verwendet.
Das zugrundeliegende Prinzip wird auch in heutigen Rundfunkempfängern beim Empfang von amplitudenmodulierten Signalen verwendet.

## Gleichrichter als nichtlineare Schaltung
Alle Gleichrichter sind nichtlineare Schaltungen, die bei sinusförmigem Spannungsverlauf in Stromversorgungen einen nicht sinusförmigen Stromverlauf auf der Gleichspannungsseite verursachen. Die Nichtlinearität ist bedingt durch die nichtlineare Betragsfunktion und die Effekte infolge der Glättung auf der Gleichspannungsseite.
Der Strom auf der Wechselspannungsseite bei Gleichrichtern setzt sich aus mehreren Frequenzkomponenten zusammen, sogenannten Oberschwingungen, die in Wechselspannungsnetzen Störungen verursachen können. Um diese Oberschwingungen klein zu halten, müssen beispielsweise Netzteile mit Gleichrichtern von bestimmten Leistungen an über eine Leistungsfaktorkorrektur verfügen. Das ist eine spezielle Form der Filterung, welche den erwünschten sinusförmigen Stromverlauf auf der Wechselstromseite nachbildet und so den Oberschwingungsanteil reduziert.
Die bei Gleichrichtern auf Wechselspannungsseite auftretenden Oberschwingungen, wie bei allen nichtlinearen Schaltungen, stellen eine spezielle Form der Blindleistung dar, die als Verzerrungsblindleistung bezeichnet wird. Diese Verzerrungsblindleistung belastet ebenso wie die Verschiebungsblindleistung die Leitungen und ist unerwünscht, da damit keine Arbeit am Verbraucher verrichtet wird.
Am 1. Januar 2001 trat eine EMV-Richtlinie über die elektromagnetische Verträglichkeit in Kraft, die Vorgaben über das zulässige niederfrequente Störspektrum der Oberschwingungen ab 75 Watt festlegt.

## Sonstiges

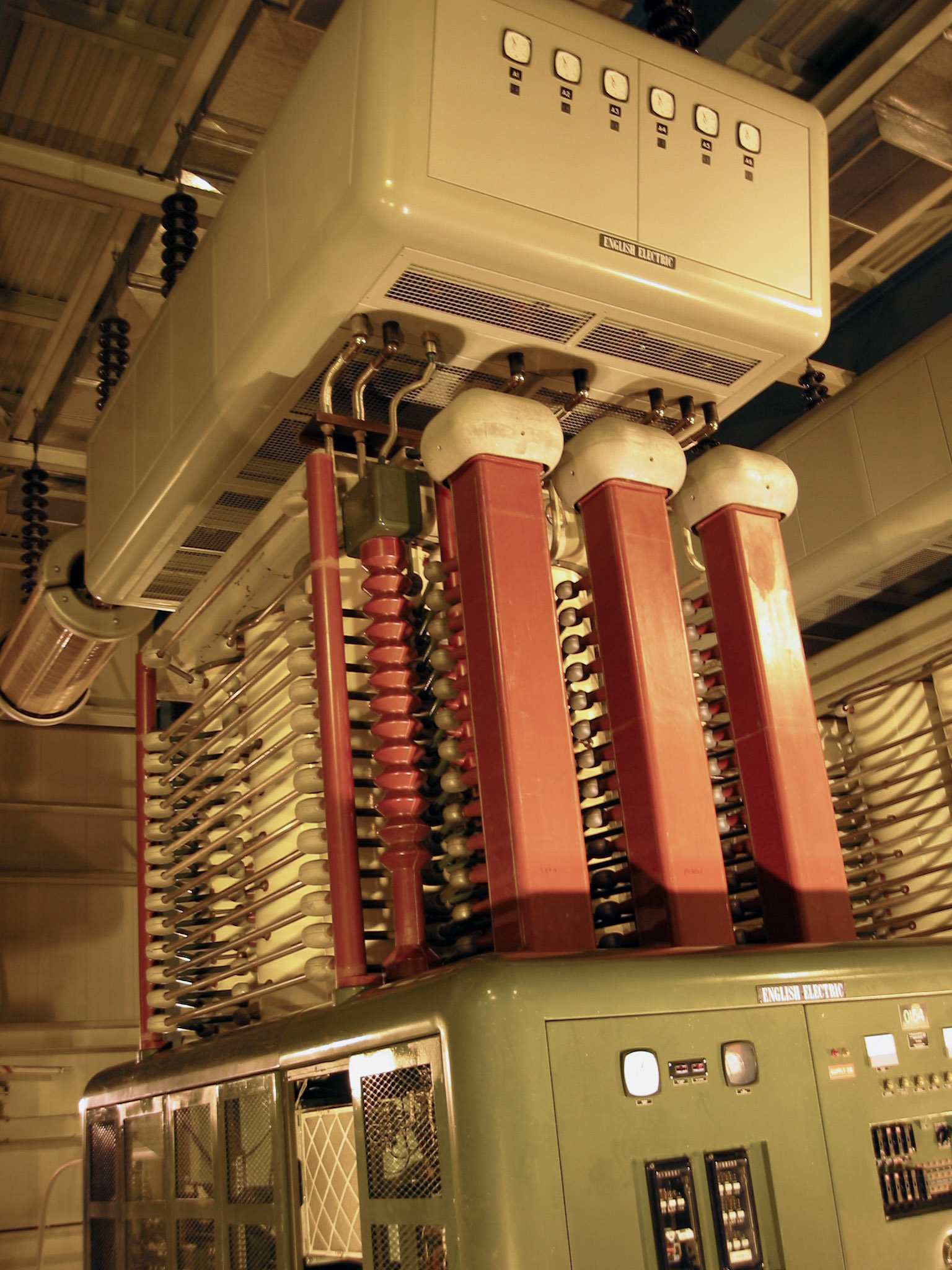
Quecksilberdampfgleichrichter der HGÜ Nelson-River-Bipol 1

- Die größten jemals zum Einsatz gekommenen Quecksilberdampfgleichrichter befanden sich in der Hochspannungs-Gleichstrom-Übertragungsanlage Nelson-River-Bipol 1. Sie wiesen eine Sperrspannung von 150 kV und einen maximalen Durchlassstrom von 1800 A auf. Mitte der 1990er-Jahre wurden sie durch gesteuerte Gleichrichter auf Thyristorbasis ersetzt.
- Mit Schottky-Dioden können Gleichrichter mit niedrigerer Flussspannung als mit herkömmlichen Dioden gebaut werden. Die Flussspannung oder Vorwärtsspannung beschreibt den Spannungsabfall an der Diode im leitfähigen Zustand und ist bei Gleichrichtern unerwünscht. Schottky-Dioden kommen vor allem in Schaltnetzteilen zur Anwendung.
- Hochspannungsgleichrichter, wie sie in Hochspannungslabors, Röhrenfernsehern, bei Laserdruckern zum Auftragen des Toners oder bei Hochspannungs-Gleichstromübertragungen eingesetzt werden, bestehen aus einer Reihenschaltung von herkömmlichen Dioden. Das ist notwendig, weil Siliziumdioden eine maximale Sperrspannung von nur wenigen Kilovolt haben und es bei Überschreitung dieser Spannung zum Durchbruch kommt. Die Herstellung von Halbleiterbauteilen mit Sperrspannungen von mehr als einigen Kilovolt ist nicht möglich.